# San Luis (Aurora)
Pour les articles homonymes, voir San Luis.
San Luis est une municipalité de la province d'Aurora, aux Philippines.
On compte 18 barangays:
| - Bacong - Barangay I (Pob.) - Barangay II (Pob.) - Barangay III (Pob.) - Barangay IV (Pob.) - Dibalo - Dibayabay - Dibut - Dikapinisan | - Dimanayat - Diteki - Ditumabo - L. Pimentel - Nonong Senior - Real - San Isidro - San Jose - Zarah |